# San Andrés, Yucatán
San Andrés är en ort i Mexiko.   Den ligger i kommunen Tizimín och delstaten Yucatán, i den östra delen av landet, 1 200 km öster om huvudstaden Mexico City. San Andrés ligger 22 meter över havet och antalet invånare är 306.
Terrängen runt San Andrés är mycket platt. Runt San Andrés är det glesbefolkat, med 12 invånare per kvadratkilometer. Närmaste större samhälle är Nuevo Xcán, 15,9 km sydost om San Andrés. I omgivningarna runt San Andrés växer i huvudsak städsegrön lövskog.